# Maurizio Cheli
Maurizio Cheli (Modena, 4 de maio de 1959) é um astronauta italiano e tenente-coronel da força aérea de seu país. Integrante do grupo de astronautas europeus da Agência Espacial Europeia, também participou de uma das missões do ônibus espacial da NASA.
Chelo treinou e formou-se como piloto de testes na Academia da Força Aérea Italiana e estudou geofísica na Universidade de Roma La Sapienza, além de um mestrado em engenharia aeroespacial na Universidade de Houston.
Treinou com a Força Aérea dos Estados Unidos e foi selecionado como candidato a astronauta pela Agência Espacial Europeia em 1992. Foi ao espaço em 1996, como especialista de missão da nave Columbia, na missão STS-75 do ônibus espacial, junto com seu compatriota astronauta Umberto Guidoni.
Depois de deixar a ESA em julho de 1996 ele se tornou piloto-chefe de testes Alenia Aeronautica em Turim, Itália e como tal trabalhou extensamente no programa de desenvolvimento do caça Eurofighter Typhoon e em programas de desenvolvimento de drones. 
Maurizio Cheli é casado com a ex-astronauta belga Marianne Merchez, que tem a dúbia honra de ter sido a única astronauta da Agência Espacial Europeia a ter deixado o programa espacial europeu antes de ir ao espaço, ao se casar com Cheli em 1995.